# Lorenzo Sanguedolce
Lorenzo Sanguedolce (* 28. Januar 1975) ist ein US-amerikanischer Tenorsaxophonist des Modern Creative Jazz. 
Bevor er nach New York kam, lebte Lorenzo Sanguedolce sechs Jahre in Mailand, wo er mit dem Pianisten und Komponisten Paolo Ferrari zusammenarbeitete, ferner in der Performance-Gruppe Mass Construction, die er mit der Tänzerin Stefania Kea Tonetti und dem Maler Roberto Tivi Tavi Papini gegründet hatte. 2009 veröffentlichte er sein Debütalbum Live at the Yippie, an dem der Bassist Michael Bisio mitwirkte. Neben seinem Quartett mit David Arner (Piano), François Grillot (Kontrabass) und Todd Capp (Schlagzeug) leitet er ein Trio mit Adam Caine und John Wagner; ferner arbeitet er in Projekten mit dem Altsaxophonisten Nick Lyons und dem Bassisten Adam Lane. Daneben ist er Mitglied in dem New Yorker Soundpainting Orchestra und in Eric Eigners Mysterium Electric Soundpainting Septet. Im Laufe seiner bisherigen Karriere spielte er außerdem mit Künstlern wie Karl Berger, Ratzo Harris, Connie Crothers, John Zorn, Ken Filiano, Richard Tabnik, Lou Grassi und Barry Altschul. Sanguedolce, der bis 2011 bei drei Aufnahmesessions mitwirkte, lebt und arbeitet in Brooklyn.